# Санд Лејк (округ Ајоско, Мичиген)
Санд Лејк (енгл. Sand Lake, Iosco County) насељено је место без административног статуса у америчкој савезној држави Мичиген.

## Демографија
По попису из 2010. године број становника је 1.412.
| Група             | 2000.    | 2010.         |
| Белци             | 0 (0,0%) | 1.360 (96,3%) |
| Афроамериканци    | 0 (0,0%) | 3 (0,2%)      |
| Азијати           | 0 (0,0%) | 7 (0,5%)      |
| Хиспаноамериканци | 0 (0,0%) | 15 (1,1%)     |
| Укупно            | 0        | 1.412         |